# 百丈街道
百丈街道，是中华人民共和国浙江省宁波市鄞州区下辖的一个乡镇级行政单位。因百丈路而得名:233。

## 历史
唐朝时属鄮县万龄乡，宋朝时属鄞县万龄老界乡，元至清时属老界乡赤城里，民国初期属鄞县城区，1919年改属第四区，1927年划归宁波市城区管辖，1931年属鄞县第四区，1935年属鄞县江东镇，1949年改属江东区，1956年2月撤销江东区，设立百丈街道办事处，1958年9月撤销改设江东街道办事处，1960年6月成立江东人民公杜百丈分社，1969年4月设立百丈分社革命委员会，1970年1月为改为百丈街道革命委员会，1978年7月改为百丈街道，1997年1月原镇安街道新河路以北辖区划归百丈街道:233:51，2016年9月划归鄞州区管辖。

## 行政区划
百丈街道下辖以下地区：
潜龙社区、中山社区、七塔社区、舟孟社区、演武社区、划船社区、宁舟社区、华严社区、后塘社区和朱雀社区。